# La Carovana del Mediterraneo
La Carovana del Mediterraneo fu un progetto musicale ideato da Angelo Branduardi alla fine degli anni '70, realizzato da David Zard con la collaborazione di Alberto Pugnetti e consistente in due tour europei tenuti insieme ad altri artisti che, oltre all'Italia, hanno toccato paesi come la Francia e la Germania Ovest.

## Prima edizione
La prima edizione si tenne nella stagione 1978-1979; ad essa parteciparono, oltre ad Angelo Branduardi (al suo debutto in tour in Europa), alcuni artisti con cui aveva collaborato in passato, come il Banco del Mutuo Soccorso (Branduardi aveva suonato il violino nell'album Come in un'ultima cena e ne aveva scritto i testi per la versione inglese As in a Last Supper); Luigi Lai, celebre maestro sardo di launeddas (che aveva suonato nell'album La pulce d'acqua); Maurizio Fabrizio (da tempo collaboratore di Branduardi, che presentava il suo recente album solo Movimenti nel Cielo) e Felix Mizrahi (famoso violinista egiziano accompagnato dal suo gruppo etnico).
Le prime date si tennero in Italia; il tour proseguì all'estero, in Gran Bretagna, Francia, Germania Ovest, Svizzera e Belgio.
Sette brani di Branduardi tratti dal concerto de La Carovana del Mediterraneo all'Arena di Verona furono inclusi nel triplo disco dal vivo Concerto, pubblicato dalla Polydor nel 1980.

### Le date del tour (elenco parziale)
- 5 settembre 1978: Firenze, Ippodromo delle Mulina
- 12 settembre 1978: Genova, Festa Nazionale dell'Unità
- 13 settembre 1978: Genova, Festa Nazionale dell'Unità
- 15 settembre 1978: Verona, Arena
- 18 novembre 1978: Roma, Palazzo dello Sport
- 3 febbraio 1979: Londra, the Venue
- 30 settembre 1979: Zurigo
- 4 ottobre 1979: Monaco di Baviera, Circus Krone
- 5 ottobre 1979: Berlino, Musikhalle
- 7 ottobre 1979: Berlino, Hochschule der Kunste
- 9 ottobre 1979: Hannover, Niedersachsenhalle
- 20 ottobre 1979: Bruxelles, Palais des Beaux Arts
- 26 ottobre 1979: Brema, Stadthalle
- 30 ottobre 1979: Francoforte, Jahrhunderthalle
- 11 novembre 1979: Milano, Palasport
- 3 dicembre 1979: Bologna, Palasport
- 4 dicembre 1979: Torino, Palasport

### I musicisti
Gli strumentisti che accompagnarono Branduardi facevano parte del gruppo che aveva accompagnato nei dischi precedenti l'artista lombardo; in alcune date Dall'Aglio sostituì Andy Surdi; inoltre in alcuni brani Branduardi suonava accompagnato dai musicisti del Banco (guidato allora da Francesco Di Giacomo).
- Angelo Branduardi: voce, violino, flauto dolce, chitarra acustica
- Maurizio Fabrizio: chitarra acustica e classica, mandolino, pianoforte, ottavino
- Franco Di Sabatino: tastiera
- Roberto Puleo: chitarra elettrica e acustica, bouzouki
- Gigi Cappellotto: basso
- Andy Surdi: batteria e percussioni
- Claudio Capponi: pianoforte
- Alfredo D'Aquino: flauto traverso, flauto dolce
- Hugo Heredia: sax soprano, sax tenore, flauto
- Ronnie Jackson: chitarra
- Felix Mizrahi: violino
- Luigi Lai: launeddas
- Massimo Macri: violoncello
- Aldo Giovagnoli: viola
- Piercarlo Zanco: contrabbasso, tastiera
- Gianni Dall'Aglio: batteria
- Alan King: sax
- Gianni Colajacomo: basso
- Pierluigi Calderoni: batteria
- Rodolfo Maltese: chitarre
- Gianni Nocenzi: tastiere
- Vittorio Nocenzi: pianoforte

## Seconda edizione
La seconda edizione si tenne nella stagione 1980-1981; ad essa, oltre a Branduardi, parteciparono artisti internazionali come Stephen Stills e Graham Nash (del supergruppo Crosby, Stills, Nash & Young, Stills si esibì con il gruppo California Blues Band, evoluzione dei Manassas, cui si aggiunse Nash non presente però in tutte le date) e Richie Havens; in alcune date italiane si esibì anche Pino Daniele.
Stills, Havens e Branduardi, dopo i set separati, concludevano insieme cantando Get Together degli Youngbloods (scritta da Chet Powers) e Blowin' In The Wind di Bob Dylan.
Anche in questo caso, dopo la partenza in Italia, il tour toccò altri paesi come la Svizzera. la Germania ovest e la Francia.
Particolare successo ebbe l'esibizione a Parigi, durante la Fete de l'Umanité, in cui le riviste musicali dell'epoca parlarono di 200.000 spettatori.

### Le date del tour (elenco parziale)
- 15 luglio 1980: Milano, San Siro, Italia
- 17 luglio 1980: Nyon, Parc Du Lac, Svizzera
- 18 luglio 1980: Torino, Stadio Comunale, Italia
- 21 luglio 1980: Rimini, Italia (costo biglietto £ire 5.000)
- 23 luglio 1980: Bolzano, Stadio, Italia
- from here on with Graham Nash
- 24 luglio 1980: Monaco di Baviera, Olympiahalle, Germania
- 25 luglio 1980: Dortmund, Westfalenhalle, Germania
- 26 luglio 1980: Sankt Goarshausen Loreley, Germania
- 27 luglio 1980: Würzburg, Stadium, Germania
- 29 luglio 1980: Napoli, Stadio San Paolo, Italia